# ¿Qué apostamos?
¿Qué apostamos? va ser un programa de televisió espanyol d'entreteniment dirigit i realitzat per Francesco Boserman, basat en el programa alemany Wetten, dass..?.

## Etapes en TVE
Aquest programa es va emetre per La 1 de TVE entre el 4 de maig de 1993 i el 30 de juny de 2000. En la major part de les temporades va ser presentat per Ramón García i Ana García Obregón, menys en les dues últimes en què aquesta última va ser substituïda per Antonia Dell'Atte i després per Raquel Navamuel i Mónica Martínez.

## Etapes en les Autonòmiques-FORTA
FORTA, en la seva estratègia de recuperar antics programes que van ser líders d'audiència i oferir-los a les noves generacions, el 2 de febrer de 2008 va començar de nou a emetre's aquest programa, en el que és una nova etapa presentada aquesta vegada per Carlos Lozano i Rocío Madrid. Les cadenes de televisió autonòmiques espanyoles que ho van retransmetre són: Telemadrid, Canal Sur, Canal 9, 7RM, Canal Extremadura, Castilla-La Mancha TV i Aragón Televisión. En aquest mateix any el programa va ser cancel·lat a causa de la seva baixa audiència i els alts costos de producció.

## Presentadors
- Ramón García i Ana Obregón (1993-1998)
- Ramón García i Antonia Dell'Atte (1998-1999)
- Ramón García, Raquel Navamuel i Mónica Martínez (2000)
- Carlos Lozano i Rocío Madrid (2008)

## Estructura del programa de TVE
El programa tenia diverses fases. En primer lloc es realitzaven les presentacions de rigor dels quatre convidats famosos, sent normalment un d'ells estranger, tals com Sofia Loren, Catherine Deneuve, Mia Farrow, Cher, Alain Delon, Marcello Mastroianni, Gérard Depardieu o Jean-Claude Van Damme entre molts altres que van passar pel programa.
Després es procedia a l'aposta del públic. Un membre del públic reptava al programa a aconseguir reunir un nombre d'objectes o de persones en el plató durant el transcurs del programa.
Després d'aquesta secció, es passava a les apostes pròpiament dites. Aquestes eren sempre quatre, que al final competirien per emportar-se la major quantitat de diners. Tres d'elles es realitzaven en l'estudi i una quarta fora de l'estudi (normalment la tercera en l'ordre del programa), la coneguda com a 'aposta d'exteriors'.
D'una banda Ramón García era l'encarregat de presentar a l'apostador o els apostadors i explicar quals eren els reptes a superar. Una vegada explicada cada aposta Ana Obregón parlava amb els convidats. A l'inici del programa, cadascun d'ells comptava amb 4 milions de pessetes (Uns 24.000 euros) i havien d'apostar entre 100.000 i 500.000 pessetes a favor o en contra de l'apostador. Si encertaven el seu pronòstic, sumaven aquests diners al seu marcador i si no, el perdien. En etapes posteriors, el famós havia de proposar una petita "penitència" que hauria de complir si fallava en el seu pronòstic (això es va mantenir en l'edició de 2008, però en aquesta ocasió, els famosos es jugaven parts del cos). A més, entre aposta i aposta, els convidats realitzaven jocs senzills entre ells o amb ajuda dels espectadors de casa, que els donaven la possibilitat de sumar més diners. En les primeres temporades no hi havia jocs entre convidats i la quantitat inicial era una mica menor, però en cada aposta un dels convidats tenia l'opció de duplicar el seu guany (O la seva pèrdua si no encertava). El famós que acumulés més diners al final era el guanyador i la xifra reeixida es repartia entre els 4 apostadors de la següent forma:
- 50% per al 1r classificat
- 25% per al 2n classificat
- 15% per al 3r classificat
- 10% per al 4t classificat

També en les temporades inicials, al final de totes les apostes i previ al repartiment de premis, es realitzava un joc comú per a augmentar la xifra a repartir.
Per a triar al guanyador del programa, s'utilitzava el televot del públic, que votava per l'aposta que més els hagués agradat. No era estrictament necessari superar l'aposta per a poder obtenir una bona classificació, encara que el no fer-ho normalment penalitzava en l'opinió del públic.
Finalment, es revelava si l'aposta del públic havia estat superada o no pel programa. Si el programa havia aconseguit aquesta aposta, l'apostador havia de sotmetre's a una dutxa en directe. Si no, era un dels presentadors o dels convidats el que rebia el càstig. Aquesta era una de les parts més populars del programa i a vegades la decisió s'allargava durant diversos minuts, ja que cap dels presentadors o convidats volia passar per la dutxa.
A partir de la tercera temporada, la comissió del programa oferia "sorpreses" en lloc de la dutxa, que normalment eren pitjors que la pròpia dutxa. En la quarta temporada es va introduir una segona dutxa, de manera que era l'audiència, mitjançant televot en directe, la que triava qui rebia el càstig de les dues opcions proposades. En la cinquena temporada, el convidat amb menys diners també es podia sotmetre a la dutxa, cosa que era escollida a l'atzar per un corró inserit en un robot.

## Les apostes
Les proves solien ser insòlites i sorprenents, abastant des d'una gran habilitat, precisió, força extrema o grans capacitats de memorització o de càlcul numèric, sovint a contrarellotge. Durant totes les edicions es van realitzar més de 200 apostes diferents. Algunes de les més impactants van ser:
- Endevinar una cançó observant els moviments que el so provocava en una espelma encesa.
- Col·locar un camió de bombers sobre quatre gots de cristall.
- Identificar un joc de taula agitant la caixa del joc.
- Endevinar el producte d'un supermercat mirant el codi de barres.
- Reconèixer a partir de la posició d'una partida d'escacs als jugadors que la van disputar, el torneig, l'any i l'obertura realitzada.
- Completar les 64 caselles d'un tauler de escacs amb el moviment del cavall sense mirar el tauler i sense repetir casella.
- Endevinar la marca comercial d'un piano escoltant només una nota.
- Reconèixer qualsevol carrer de Madrid amb una foto de l'asfalt.
- Reconèixer una cançó de rock escoltant només 0,25 segons de l'inici.
- Reconèixer qualsevol pel·lícula de Cantinflas veient 2 segons a l'atzar de la pel·lícula.
- Reconèixer qualsevol cançó de Eurovisió amb només una frase llegida en el seu idioma original.
- Escalar el Pirulí fins a la cúpula més ràpidament que l'ascensor de l'edifici.
- Col·locar una bombeta en el seu suport amb la pala d'una excavadora.

## Història i anècdotes
La temporada 1998-1999, el programa només tenia tres apostes "clàssiques" i una quarta, anomenada "Superpapá" on pares de família superaven reptes perquè tota la seva família guanyi regals. D'aquesta seqüència va néixer Todo en familia que presentà Ramón García entre 1999 i 2001.
A partir de 1998 es va introduir la secció "Segunda oportunidad", en la qual persones que no havien aconseguit superar la seva aposta en programes de les temporades anteriors tornaven per a intentar-ho de nou. L'any 2000 es va estrenar la secció "La apuesta de oro" on s'intentaven millorar les proves més espectaculars de les sis primeres edicions.
També es va fer popular el director d'orquestra del programa, Eduardo Leiva. La música de la sintonia original és de Danilo Vaona cantada pel mateix Ramón García i Ana Obregón. Les frases habituals eren "¡conseguido!" si passaven amb èxit la prova o "apuesta no conseguida" en cas contrari.
A l'octubre de 2014, i a través d'una votació realitzada pels internautes en la pàgina oficial de RTVE, la cançó de ¿Qué apostamos? interpretada per Ramón García i Ana Obregón va ser elegida com la millor sintonia de la història de TVE.

## Premis i nominacions

### TP d'Or
| Any  | Categoria | Resultat  |
| ---- | --------- | --------- |
| 1995 | Concurs   | Guanyador |
| 1996 | Concurs   | Nominat   |
| 1997 | Concurs   | Guanyador |

### Premis ATV
| Any  | Categoria                                       | Resultat |
| ---- | ----------------------------------------------- | -------- |
| 1998 | Programa d'entreteniment: varietats i concursos | Nominat  |

## Edicions Internacionals
- Alemanya: Wetten, dass..? (Des de 1981)
- Bèlgica: Wedden, dat..? (vtm)
- R.P. de la Xina: Xiang tiaozhan dt.? (想挑战吗？; 2004–2010, CCTV-3)
- Estats Units: Wanna bet? (en) (2008, American Broadcasting Company)[6]
- Grècia: Είσαι Μέσα (des de 2008, Alpha TV, Moderat per Viki Kagia)
- Itàlia: Scommettiamo che…? (it) (Rai 1) (1991-1996, 1999-2000, 2001, 2003, 2008)
- Països Baixos: Wedden, dat..? (1984–1998, AVRO / 1999, RTL 4)
- Polònia: Załóż się (pl) (2005–2006; TVP 2)
- Regne Unit: You bet! (en) (1988–1997; LWT)
- Rússia: Bolstxoi spor s Dmitrijem Nagijevym (Большой спор с Дмитрием Нагиевым) (Perwy kanal, Moderat per Dmitri Nagijev)